# Jan Utenhove
Jan Utenhove (Gante, 1516 - Londres, 6 de enero de 1566) fue un escritor, traductor y humanista flamenco conocido por sus traducciones al holandés del Salterio y el Nuevo Testamento.
Nació en una familia acomodada de Flandes que contaba a Erasmo entre sus amistades, hijo de Richard Utenhove y, por tanto, es falso, como se afirma a veces, que fuera hijo bastardo en realidad del caballero Nicolaas Utenhove fallecido en 1527 y presidente del Consejo de Flandes y de Elisabeth de Grutere. Recibió una educación esmerada y poseía un conocimiento profundo de ambas lenguas clásicas, latín y griego. En su villa natal, su maestro fue sin duda el sabio George Cassander, un teólogo irenista y ecuménico. Completó sus estudios en la Universidad de Lovaina y se vio obligado a dejar Gante en 1544 por la airada reacción pública que provocó la representación de una moralidad suya (Spel van zinne), considerada luterana y, por tanto, mal recibida. Él la escribió en 1532 y la había representado ya en 1543 en la parroquia de Burst, entre Alost y Zottegem. Esta pieza se conserva en una edición de 1570. 
El 28 de abril de 1545 y el 9 de mayo de 1545, el Consejo de Flandes condenó por contumacia a los actores y autor a un exilio a perpetuidad bajo pena de decapitación y confiscación de todos sus bienes. A partir de ese momento no tuvo una residencia fija y viajó por toda Europa, visitando a, entre otras personas, al reformador suizo Heinrich Bullinger. Vivió en Estrasburgo, Londres, Dinamarca, Emden y Polonia, donde conoció a su después esposa, Anna van Hoorne. Habiendo fallecido la reina católica de Inglaterra María la Sanguinaria, Utenhoven volvió en 1559 a Londres y allí permaneció hasta su muerte (1566).
Durante su estancia en Londres tuvo un papel importante en la comunidad religiosa local de origen holandés y tradujo el Psalterio en verso, publicándolo en 1566 bajo el título De Psalmen Davids ("Libro de los Salmos de David"); no menos de diecisiete años había dedicado a este empeño. Ese mismo año publicó su traducción del Nuevo Testamento, Het Nieuwe Testament, dat is, Het Nieuwe Verbond onzes Heeren Jesu Christi, Na der Griekscher waerheyt in Nederlandsche Sprake grondlick end trauwlick ouerghezett ("El Nuevo Testamento, esto es, el Nuevo Testamento de Nuestro señor Jesucristo, plena y fielmente traducido del idioma original griego al idioma neerlandés") a petición de la comunidad religiosa de Emden.
Su traducción del Nuevo Testamento es importante para la historia de la literatura holandesa, ya que es la primera traducción completa de una parte sustancial de la Biblia en neerlandés. Utenhove utiliza el dialecto holandés bajo sajón que se habla en la región al noreste, por lo que esta traducción es también uno de los primeros documentos literarios de esa parte de los Países Bajos. Utenhove trató de traducir el texto griego, en la medida de lo posible, de forma literal, y esto y un insuficiente conocimiento del dialecto, del que no era nativo, hizo que su traducción no fuese aceptada con unanimidad.